# هری کاکریل (بازیکن فوتبال)
هری کاکریل (انگلیسی: Harry Cockerill؛ ۱۴ ژانویه ۱۸۹۴ – ۱۹۶۰ (۶۵−۶۶ سال)) بازیکن فوتبال بود.
از باشگاه‌هایی که در آن بازی کرده‌است می‌توان به باشگاه فوتبال ردینگ اشاره کرد.